# John Henry Michell
John Henry Michell  (* 26. Oktober 1863 in Maldon (Victoria); † 3. Februar 1940 in Camberwell (Victoria)) war ein australischer angewandter Mathematiker und Ingenieurwissenschaftler (Elastizitätstheorie).

## Leben
Michell war der Sohn eines 1854 nach Australien eingewanderten englischen Bergmanns. Nachdem sie die Talente ihrer Söhne erkannten zogen die Eltern 1877 nach Melbourne, wo John Henry Michell das Wesley College besuchte und Mathematik und Physik an der Universität studierte. Nach dem Bachelor-Abschluss 1884 setzte er das Studium an der Universität Cambridge fort mit dem Master-Abschluss 1887. Außerdem gewann er den Smith-Preis (1889) und war Senior Wrangler bei den Tripos-Prüfungen. 1890 wurde er Fellow des Trinity College in Cambridge und 1891 Professor für Mathematik an der University of Melbourne, was er bis 1928 blieb.
Er publizierte über angewandte Mechanik wie Elastizitätstheorie und Hydrodynamik von Schiffen. 1899 leitete er die Differentialgleichung für die Spannungsfunktion im ebenen, elastischen, isotropen Fall ab (Beltrami-Michell-Gleichung, zusätzlich nach Eugenio Beltrami benannt). Außerdem entwickelte er als Erster eine Theorie dünner elastischer Platten ohne zweifelhafte Annahmen.
1902 wurde Michell Fellow der Royal Society.

## Schriften
- On the direct determination of stress in an elastic solid, with application to the theory of plates. In: Proc. of the London Mathematical Society, Band 31, 1899, S. 100–124.